# Vlado Taneski
Pour les articles homonymes, voir Taneski.
Vlado Taneski (né en 1952 et mort le 23 juin 2008) est un journaliste macédonien, soupçonné d'être un tueur en série, auteur des crimes qu'il a traités comme spécialiste des faits divers, commis de 2003 à 2008.
Journaliste pendant plus de vingt ans, Vlado Taneski travaille comme pigiste, correspondant local de cinq quotidiens de Macédoine. Il est arrêté en juin 2008 pour le meurtre de deux femmes. La police le suspecte en raison d'informations non rendues publiques sur ces crimes qu'il mentionne dans ses articles. Des tests ADN révèlent que c'est son sperme qui se trouvait sur les victimes. Il est emprisonné le 22 juin 2008. Le lendemain, il est trouvé mort dans la cellule qu'il partageait avec deux autres hommes, la tête plongée dans un seau. La police considère qu'il s'agit d'un suicide.

## Biographie
Vlado Taneski a une enfance difficile, isolé des autres enfants par ses parents et battu par sa mère Gorica. Il fait des études de lettres à l'université d'Orhid, sans obtenir de diplôme. Il devient alors journaliste pour les journaux de sa région. Correspondant réputé, et obtient même en 2007 un prix du journal Nova Makedonia pour ses reportages.
Vlado Taneski se marie à 22 ans et a eu deux fils ; sa femme Vesna et lui se sont séparés en 2004 après trente ans de mariage. Il s’occupe de ses parents jusqu'à leur mort, vivant avec sa famille dans la maison paternelle. Son père s'est suicidé par pendaison à un arbre en 1990 (une mort que la police réétudie après la découverte des probables crimes de Taneski), et sa mère Gorica meurt en 2003 par overdose médicamenteuse. Il accapare par un « tour de passe-passe juridique l'héritage familial pour garder la maison ».
Il commence à être soupçonné d'avoir enlevé, violé puis tué sauvagement trois femmes après avoir écrit des articles sur les meurtres de ces dernières à Kitchevo en Macédoine, en 2005, 2007 et 2008. La police compte également l'interroger sur la disparition en 2003 d'une femme de 78 ans, Gorica Pavleska, dont le corps n'a jamais été retrouvé. Les victimes étaient toutes des retraitées pauvres qui exerçaient l'activité de femme de ménage, le même profil que la mère de Vlado Taneski, que toutes connaissaient.
Vlado Taneski demandait aux proches des victimes des détails personnels et même des photos des disparues. Des collègues de Taneski, le journaliste Ognen Cancarevik, de Nova Makedonia, qui a travaillé avec lui, et Ljupco Popovski, le rédacteur en chef de Utrinski Vesnik, une autre publication à laquelle collaborait Taneski, ont souligné le caractère calme et tranquille de l'homme qu'ils connaissaient. Tous ont été stupéfaits par ces soupçons (New York Times).

## Crimes
- Mitra Simjanoska avait 64 ans lorsqu'elle disparaît le 16 novembre 2004. Son corps est retrouvé, violé et mutilé, le 12 janvier 2005, sur un chantier. L'autopsie montre que son ravisseur l'a gardé en vie jusqu'au 4 janvier avant de la tuer. Elle habitait à 100 mètres du domicile du journaliste. Le tribunal de Kitchevo a condamné deux hommes (qui ont toujours nié), pour cet assassinat, à présent attribué à Vlado Taneski. Le dossier pourrait être rouvert[7].
- Ljubica Licoska, 56 ans, est assassinée en février 2007.
- Zivana Temelkoska, 65 ans, vivait avec son fils et sa famille à deux maisons de celle de Taneski. Elle disparaît le 7 mai 2008. Son corps est découvert quelques jours plus tard : elle a été violée et battue.

## Sources
- Le journaliste était un tueur en série, par Jean-Marc Ducos, Le Parisien, 7 juillet 2008
- (en) The shocking story of the newspaper crime reporter who knew too much, par Helena Smith, The Guardian, 24 juin 2008
- (en) Macedonian Murder Suspect Dead in Cell, par Dan Bilefsky, The New York Times, 24 juin 2008
- (en) The Mask of Sanity: On the Trail of a Serial Killer in Macedonia, par Dimiter Kenarov, printemps 2009
- "Le Monstre de Kicevo" dossier Karl Zero - 2013